# Mangora itatiaia
Mangora itatiaia là một loài nhện trong họ Araneidae.
Loài này thuộc chi Mangora. Mangora itatiaia được Herbert Walter Levi miêu tả năm 2007.